# گیاه رقاص
کداریکالیکس موتوریوس (نام علمی: Codariocalyx motorius) نام یک گونه از تیره باقلاییان است.